# Cheracebus purinus
Cheracebus purinus (лат. ) — вид приматов семейства Саковые.

## Описание
Этот вид входит в одну группу с Cheracebus torquatus, Cheracebus regulus, Cheracebus medemi, Cheracebus lugens и Cheracebus lucifer. Ладони белые, конечности чёрные, спина тёмного красно-коричневого цвета, хвост чёрный с красноватым оттенком, брюхо и грудь красновато-коричневые, горло кремовое, желтоватое или белое. Отличается от C. torquatus светло-коричневой макушкой с красноватым отливом и более выделяющимся «воротником» из светлых волос на горле, от C. regulus, C. lugens и C. lucifer отличается красновато-коричневыми грудью и брюхом, от C. medemi отличается более красноватым общим оттенком и светлыми ладонями.

## Поведение
Как и остальные прыгуны, этот вид всеяден, в рационе листья, фрукты, мелкие животные. Образует небольшие семейные группы, каждая группа достаточно агрессивно защищает свою территорию.

## Распространение
Представители вида встречаются в Бразилии в штате Амазонас к югу от реки Солимойнс между реками Журуа и Пурус. Ареал простирается на юг до Тапауа.